# Durée d'ensoleillement
La durée d'ensoleillement, ou durée de l'insolation effective, est un indicateur climatique qui mesure la durée temporelle pendant laquelle un endroit, un lieu est soumis à l'insolation effective, c'est-à-dire soumis à un rayonnement solaire suffisamment intense et puissant pour produire des ombres bien distinctes. Cet indicateur est directement lié à la nébulosité, la part du ciel couvert par les nuages, du lieu ou de l'endroit en question et ne doit pas être confondu avec l'ensoleillement qui exprime la quantité d'énergie reçue par le rayonnement solaire sur une surface donnée et sur une certaine période. La durée d'ensoleillement est généralement exprimée en une moyenne d'heures par an ou alors en une moyenne d'heures par jour.
Cet indicateur peut servir de référence pour évaluer la fréquence du « beau temps » tel qu'on le conçoit généralement en Occident. Ainsi, la durée d'ensoleillement est d'une importance stratégique pour certains secteurs économiques comme le tourisme car les régions ensoleillées sont réputées attirantes (héliotropisme), du moins quand la durée d'ensoleillement reste modérée car au-delà d'un certain seuil on constate le phénomène inverse, un « héliotropisme négatif », qui se manifeste par une tendance plus ou moins marquée de répulsion des touristes et parfois même des habitants locaux quand une trop longue durée d'ensoleillement s'accompagne de températures excessives, ce qui est très souvent le cas dans les régions les plus radieuses de la planète.

## Définition et mesure

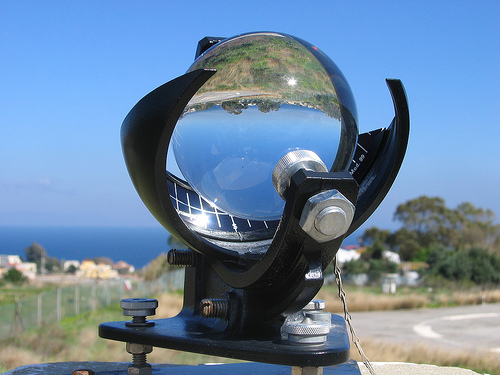
Un héliographe, appareil de mesure de la durée d'ensoleillement, de type Cambell-Stokes, le modèle du genre le plus répandu au monde.

Une année « normale » correspond à 8 760 h. La longueur des journées d'été étant compensée par la brièveté des journées d'hiver, en tout point du globe la moitié de ce temps correspond au jour et l'autre moitié à la nuit. Par conséquent, la durée d'ensoleillement maximale théorique, en supposant évidemment l'absence totale de tout facteur susceptible de rendre l'insolation non effective, est de 4 380 h par an. Évidemment cette valeur maximale extrême supposerait une atmosphère d'une pureté absolue, or la présence d'éléments météorologiques et climatiques font que l'insolation effective est d'une durée systématiquement inférieure à celle du jour.
La durée d'ensoleillement se mesure le plus souvent à l'aide d'un héliographe qui utilise une lentille optique en verre en forme de sphère. Cet instrument d'optique permet d'enregistrer la durée pendant laquelle le rayonnement solaire est d'un intensité suffisante pour produire des ombres manifestes, ce qui correspond bel et bien à la définition initiale de cet indicateur climatique. Ces appareils existent sous plusieurs modèles dont les plus célèbres sont l'héliographe de Jordan inventé en 1888 et celui de Campbell-Stokes inventé en 1853 puis modifié en 1879. Le premier est désuet alors que le second est considéré comme l'héliographe de référence car prôné et utilisé par l'Organisation météorologique mondiale (OMM) depuis 1962 car plus performant.
En 2003, la définition de la durée d'ensoleillement a été précisée par l'OMM : elle correspond à la durée temporelle pendant laquelle l'irradiation solaire directe ou non-diffuse est d'une intensité strictement supérieure à 120 W/m². Ainsi en dessous de ce seuil, l'héliographe considère que le rayonnement solaire est d'une intensité insuffisante pour que l'insolation soit effective.

## Distribution géographique
| - < 1200 h - 1200-1600 h - 1600-2000 h - 2000-2400 h | - 2400-3000 h - 3000-3600 h - 3600-4000 h - > 4000 h |

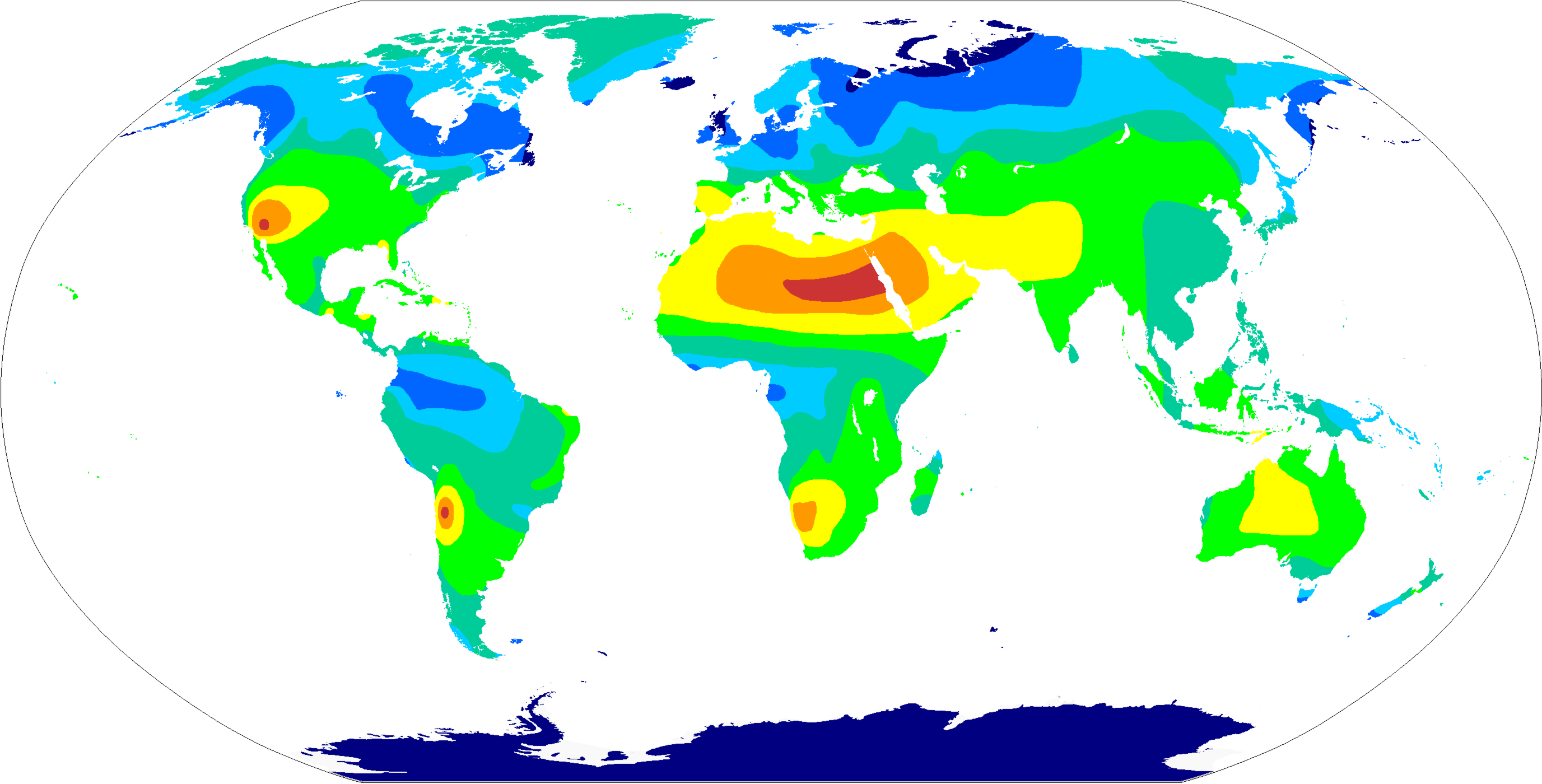
Moyenne annuelle de durée d'ensoleillement

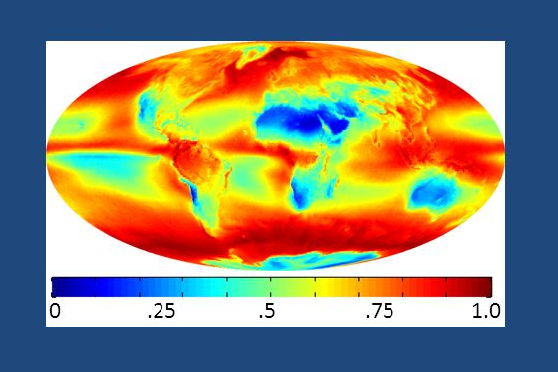
Carte mondiale de la nébulosité moyenne annuelle mesurée à locales par le satellite Aqua de la NASA.

La durée d'ensoleillement, varie d'une région à l'autre selon des facteurs géographiques à savoir la latitude, la longitude et l'altitude ainsi que climatiques tels que la nébulosité ou encore les précipitations. Comme on le voit sur la carte d'ensoleillement, la distribution géographique de la durée d'ensoleillement est très disparate avec des extrêmes minima et maxima.
Ainsi la moyenne annuelle de la durée d'ensoleillement est par exemple approximativement de 1 200 h par an à Ballycastle (Irlande du Nord), 1 600 h par an à Libreville (Gabon), 2 000 h à Melbourne (Australie), 2 400 h à Addis-Abeba (Éthiopie), 2 800 h à Marseille (France), 3 200 h à Prétoria (Afrique du Sud), 3 600 h à Phoenix (Arizona) et 4 000 h à Adrar (Algérie).
En simplifiant, la durée d'ensoleillement obéit plus ou moins strictement à une répartition géographique générale à tendance zonale, c'est-à-dire selon la latitude mais la distribution à fine échelle reste bien plus complexe. Les cartes de nébulosité ci-contre montre aisément la relation en ces deux phénomènes : la durée d'ensoleillement de la première carte est inversement proportionnelle à la nébulosité. Plus on va vers le bleu foncé dans la carte de nébulosité, plus la nébulosité est faible et plus la durée d'ensoleillement est longue dans l'autre carte ; à l'inverse, plus on va vers le rouge foncé, plus la nébulosité est forte et plus la durée d'ensoleillement est courte.
Ainsi, contrairement à la croyance populaire qui voudrait que le pourtour méditerranéen et les îles tropicales soient des régions de « beau temps » perpétuel, il n'en est rien : le soleil brille par exemple beaucoup plus souvent au Sahara - le pays du soleil par excellence - que sur la Côte d'Azur, qu'en Espagne ou que dans les Antilles, régions où la nébulosité moyenne est bien plus significative. De plus, si les maxima absolus se rencontrent systématiquement au sein des déserts tropicaux et subtropicaux, les minima absolus, eux, sont plus difficiles à déterminer.

### Ceintures solaires
Les valeurs maximales de durée d'ensoleillement sont enregistrées dans ce que l'on désigne généralement - dans le jargon de l'énergie solaire - sous le terme de « ceintures solaires » de la Terre. Ces ceintures solaires sont des régions essentiellement désertiques situées sous les latitudes des chevaux - approximativement entre 15° et 35° N et S - où la nébulosité moyenne annuelle est influencée par un ceinture anticyclonique subtropicale, plus connue sous le nom de crête subtropicale. Le processus adiabatique qui a tendance à s'y produire de façon continue crée des climats secs où le couvert nuageux est fortement réduit, la fraction du ciel couvert par les nuages étant minimale d'où la presque permanence d'un ciel clair. Ainsi, en dehors des périodes de tempêtes de sable ou de poussière, susceptibles de diminuer la visibilité à certaines périodes connues de l'année, le soleil y brille avec une grande régularité.
Les moyennes annuelles de la durée d'ensoleillement s'échelonnent généralement dans ces régions entre 3 600 et 4 000 h, soit une moyenne journalière extraordinaire de 10 à 11 heures. D'après la World Sunshine Chart réalisée par le service météorologique des États-Unis, il n'existerait que les régions du globe suivantes qui jouiraient d'une durée moyenne annuelle de l'ensoleillement ayant ces valeurs, : l'Afrique saharienne et la péninsule du Sinaï ; la péninsule Arabique et le sud désertique de l'État d'Israël ; dans les basses plaines arides d'Iran, d'Inde, d'Afghanistan et du Pakistan ; certaines parties de la Californie, du Nevada, de l'Arizona et du Mexique ; le désert d'Atacama en Amérique du Sud ; le Sud-Ouest malgache et la majeure partie du sud de l'Afrique ; le long de la côte africaine orientale de la mer Rouge et du golfe d'Aden ainsi que sur leurs arrière-contrées désertiques ; l'intérieur de l'Australie.
Dans certaines contrées, elles montent plus haut encore - jusqu'à 4 300 h dans le désert Libyque, au cœur du Sahara oriental, soit près de 11 h 45 par jour ce qui représente 97 % de la période diurne. Le soleil est masqué par les nuages pendant moins de 100 heures par an dans cette région désertique. Le record mondial absolu en la matière appartient aux villes africaines de Wadi Halfa (Soudan) et d'Assouan (Égypte),.
À une échelle bien plus large, l'Europe du Sud avec son bassin méditerranéen est assez bien favorisée de ce point du vue avec des moyennes maximales de 2 700 à 3 000 h par an et un peu plus encore mais dans une bien moindre mesure par rapport aux précédentes régions citées.

### Zones à minimum

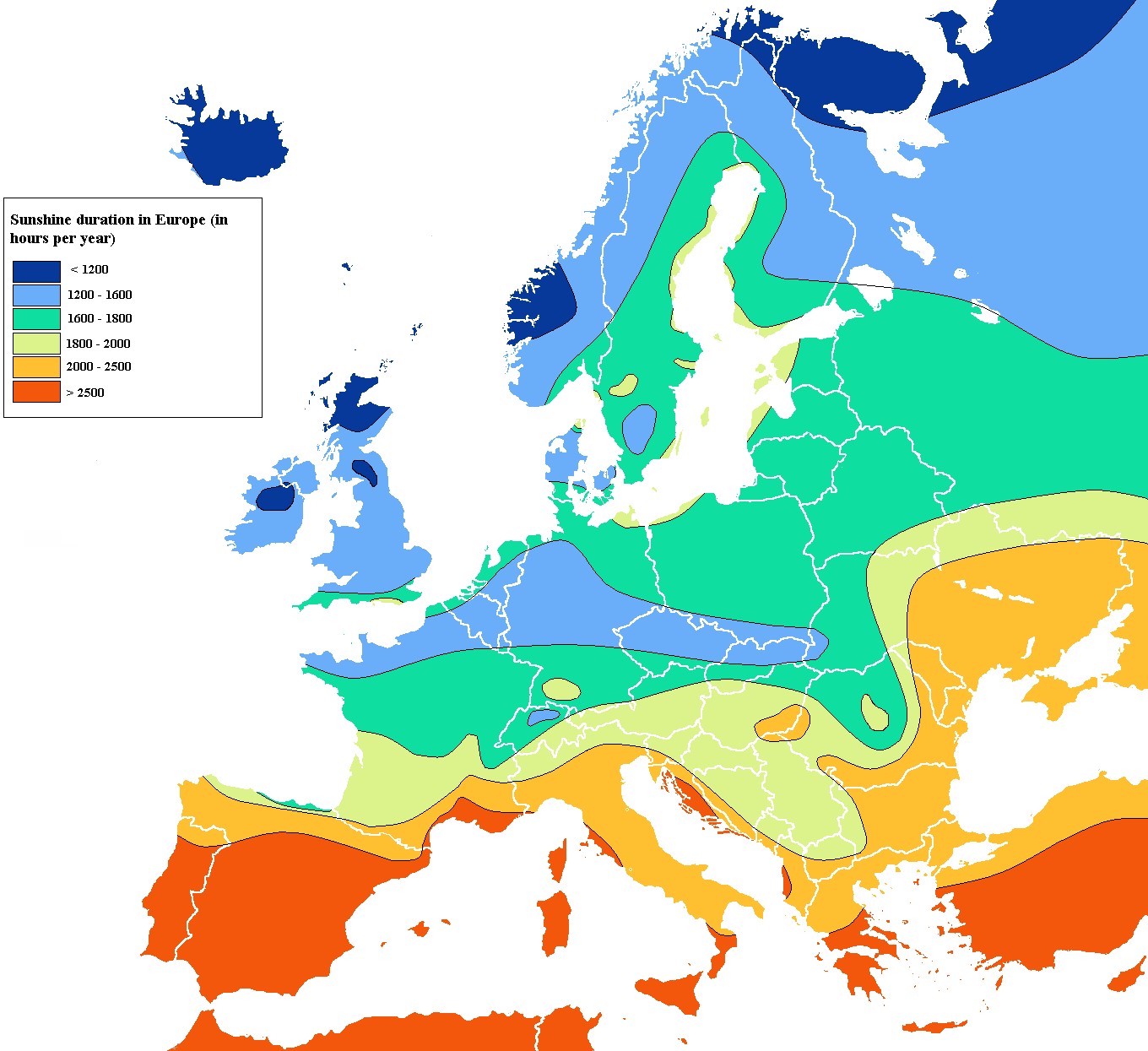
Durée de l'ensoleillement annuel en heures pour l'Europe comme exemple de variation du nord (minimum) au sud (maximum) mais montrant des complexités locales.

Les valeurs minimales de durée d'ensoleillement sont enregistrées dans les zones équatoriales forestières - l'Amazonie en Amérique sud ; les forêts guinéennes de l'Ouest africain et le bassin du Congo en Afrique ainsi que le sud de l'Inde - ainsi que dans les régions pluvieuses des latitudes tempérées du nord de l'Europe, du nord de l'Amérique, du nord de la Russie et de toute l'Asie orientale (Chine, Corée etc.).
Les régions océaniques subpolaires, situées généralement entre les latitudes 50° et 65° de chaque hémisphère à peu près paraissent les moins favorisées à cet égard. Elles détiennent les plus faibles durées de l'ensoleillement en moyenne annuelle car ces régions sont exposées au passage de dépressions typiques de ces latitudes, où la proximité des océans favorise le couvert nuageux. Les moyennes annuelles de la durée d'ensoleillement s'échelonnent généralement dans ces régions entre 1 200 et 1 600 h, soit une moyenne journalière médiocre de 3 h 20 à 4 h 20. Très souvent, cette durée moyenne annuelle est de l'ordre de 1 000 h à peine, et dans les endroits les moins ensoleillés, elle peut descendre encore beaucoup plus bas : par exemple, on atteint 640 h par an en moyenne à l'Île Campbell en Nouvelle-Zélande, ce qui représente certainement une des valeurs les plus basses de la Terre, soit près de 1 h 45 par jour ce qui représente à peine 15 % de la période diurne. En Norvège, on enregistre seulement 1 187 h par an moyenne dans la ville de Bergen. Les autres zones à climat fortement océaniques et situées dans la zone où se produisent fréquemment des brumes et brouillards bénéficient de courtes durées de l'ensoleillement, qu'elles soient tempérées, subpolaires ou autre. Ainsi, l'Europe occidentale à l'exception du bassin méditerranéen, enregistre des valeurs annuelles comprises entre 1 500 et 2 000 h dans sa grande majorité, tout comme une grande partie du Canada et de la Russie.
Néanmoins, les basses valeurs annuelles se rencontrent pas seulement aux hautes latitudes, réputées nébuleuses mais aussi, dans les contrées les plus équatoriales. Le second minima, un peu moins accentué que le premier, se localise principalement dans les régions équatoriales et subéquatoriales caractérisées par l'absence totale de saison sèche ou par la faiblesse de sa durée et/ou de son intensité. La circulation atmosphérique favorise donc fortement la nébulosité dans la bande équatoriale. Ainsi, de part et d'autre de l'équateur, approximativement dans les zones forestières situées entre les latitudes 8° de chaque hémisphère, la durée moyenne annuelle de l'insolation est très réduite avec des valeurs maintenues entre 1 500 et 2 000 h. Cette donnée est très théorique car il existe de nombreuses exceptions, notamment en Afrique. Les régions majeures concernées sont évidemment la forêt Amazonienne en Amérique du Sud ainsi que la forêt guinéenne de l'Ouest africain et le bassin du Congo en Afrique équatoriale. On enregistre par exemple 1 700 h par an à Douala au Cameroun, 1 600 h par an à Monrovia au Liberia et même près de 1 100 h par an à Malabo en Guinée équatoriale, la valeur la plus faible du continent africain. Il faut également savoir que même au niveau des latitudes où l'on rencontre normalement les grands ensembles désertiques mondiaux, la durée de l'ensoleillement peut être remarquable déficitaire : par exemple, à Chengdu en Chine, située sur le 30e parallèle Nord ce qui correspond aux mêmes latitudes que la frange septentrionale du Sahara, et de la péninsule Arabique, on enregistre moins de 1 100 h par an en moyenne. La croyance populaire n'est pas conforme aux faits : un climat chaud n'est en rien synonyme d'une longue durée d'ensoleillement car dans les forêts équatoriales claires et denses, le soleil brille aussi peu souvent voire moins souvent que dans certaines régions bien plus fraîches.

### Source
- (en) Cet article est partiellement ou en totalité issu de l’article de Wikipédia en anglais intitulé « Sunshine duration » (voir la liste des auteurs).